# Agencia Estatal de Administración Tributaria
La Agencia Estatal de Administración Tributaria (AEAT), comúnmente llamada Agencia Tributaria, es un organismo público español encargado de la gestión del sistema tributario y aduanero estatal, así como de los recursos de otras Administraciones y entes públicos nacionales o de la Unión Europea, cuya gestión se le encomiende.
Para la investigación, persecución y represión de los delitos contrabando y otros relacionados con el crimen organizado, el narcotráfico o el blanqueo de capitales cuenta con un cuerpo armado de carácter policial, el Servicio de Vigilancia Aduanera (SVA).
Fue creada por la Ley 31/1990, de 27 de diciembre, de Presupuestos Generales del Estado para 1991. Se constituyó de forma efectiva el 1 de enero de 1992. La Agencia está adscrita al Ministerio de Hacienda, a través de la Secretaría de Estado de Hacienda.

## Gobierno de la Agencia
El presidente de la AEAT tiene rango de secretario de Estado y recae en la figura del secretario de Estado de Hacienda, o de la persona que el Gobierno designe al efecto, a propuesta del ministro de Hacienda.
El director general de la AEAT tiene rango de subsecretario y también será nombrado por el Gobierno a propuesta del ministro de Hacienda y Administraciones Públicas. Desde junio de 2022, la directora general es Soledad Fernández Doctor.

## Funciones
La Agencia Tributaria tiene encomendada la aplicación efectiva del sistema tributario estatal y aduanero, así como de aquellos recursos de otras Administraciones Públicas nacionales o de la Unión Europea cuya gestión se le encomiende por ley o por convenio. Para el cumplimiento de su objetivo lleva a cabo dos tipos de actuación: por un lado, la prestación de servicios de información y asistencia al contribuyente, tratando de minimizar los costes indirectos que supone el cumplimiento de las obligaciones tributarias y, por otro, la persecución de los incumplimientos tributarios, mediante actuaciones de control. La gestión integral del sistema tributario estatal y aduanero se materializa en un amplio conjunto de actividades, entre las que destacan: 
- La gestión, inspección y recaudación de tributos estatales excepto en el País Vasco y Navarra. (IRPF, IVA, Sociedades e Impuestos Especiales).
- La realización de diferentes funciones relacionadas con los ingresos de las comunidades autónomas y ciudades autónomas.
- La recaudación de ingresos de la administración comunitaria de la Unión Europea.
- La gestión aduanera y represión del contrabando.
- La recaudación en período voluntario de tasas del Sector Público Estatal.
- La recaudación en vía ejecutiva de ingresos de derecho público de la Administración General del Estado y sus Organismos Públicos.
- La colaboración en la persecución de determinados delitos (contra la Hacienda Pública y de contrabando).

## Estructura orgánica
Los órganos de la Agencia se estructuran en servicios centrales y territoriales.

### Órganos centrales de asesoramiento y coordinación
La Presidencia cuenta con los siguientes órganos de asesoramiento y coordinación:
- Comité Permanente de Dirección
- Comité de Coordinación de la Dirección Territorial
- Comisión de Seguridad y Control
- Comisión Consultiva de Ética
- Consejo Superior para la Dirección y Coordinación de la Gestión Tributaria, órgano de coordinación

Por otra parte, bajo la Dirección General, se encuentran:
- Gabinete de la Dirección General, que le asesora
- Servicio de Auditoría Interna, que depende también de la Presidencia
- Intervención Delegada, que depende funcionalmente de la Intervención General de la Administración del Estado
- Unidad de Apoyo a la Fiscalía Especial (delitos económicos), de coordinación con el Ministerio Fiscal de España

### Organización central
Los servicios centrales de la Agencia están formados, principalmente, por los siguientes Departamentos:
- Departamento de Gestión Tributaria
- Departamento de Inspección Financiera y Tributaria
- Departamento de Recaudación
- Departamento de Aduanas e Impuestos Especiales (donde se integra el Servicio de Vigilancia Aduanera como Dirección Adjunta, D.A.V.A.)
- Departamento de Informática Tributaria
- Departamento de Recursos Humanos

Existen también, con rango de Dirección Adjunta:
- Servicio Jurídico
- Servicio de Gestión Económica
- Servicio de Estudios Tributarios y Estadísticas
- Servicio de Auditoría Interna
- Servicio de Planificación y Relaciones Institucionales

Finalmente, se encuentra la Delegación Central de Grandes Contribuyentes, que ejerce para los obligados tributarios adscritos a la misma, las competencias y funciones propias de la Agencia para la aplicación del sistema tributario estatal y aduanero.

### Organización territorial
La organización territorial de la Agencia se estructura en tres niveles: autonómico, provincial e inferior al provincial.
A nivel autonómico, existen 17 Delegaciones Especiales (correspondientes a las 17 comunidades autónomas existentes).
A nivel provincial, existen 39 Delegaciones, que dependen de la correspondiente Delegación Especial de su ámbito territorial.
A nivel inferior al provincial, existen 190 Administraciones y 29 Administraciones de Aduanas e Impuestos Especiales.
Finalmente, existen 3 Administraciones de asistencia Digital Integral (ADIs), que prestan servicios de información y asistencia a la ciudadanía por medios electrónicos, mediante la utilización de canales de comunicación no presenciales.

### Empleados
Aquí se presenta una gráfica de barras con la evolución del personal (funcionario y laboral) de la Agencia. El máximo de empleados se alcanzó en 2008, con 27 951 y el mínimo en 2018 con 24 939. Actualmente, con datos de 2021, la plantilla de la AEAT es de 25 677 personas.
Fuentes:

## Presidentes
La presidencia de la AEAT la ostenta, ex officio, el secretario de Estado de Hacienda de turno.

## Directores generales
1. Jaime Gaiteiro Fortes (1991-1993)[7]
2. Abelardo Delgado Pacheco (1993-1994)[8]
3. Juana María Lázaro Ruiz (1994-1996)[9]
4. Jesús Bermejo Ramos (1996-1997)[10]
5. José Aurelio García Martín (1997-1998)[11]
6. Ignacio Ruiz Jarabo (1998-2001)[12]
7. Salvador Ruiz Gallud (2001-2004)[13]
8. Luis Pedroche y Rojo (2004-2010)[14]
9. Juan Manuel López Carbajo (2010-2011)[15]
10. José María Meseguer Rico (2011)[16]
11. Beatriz Gloria Viana Miguel (2011-2013)[17]
12. Santiago Menéndez Menéndez (2013-2018)[18]
13. Jesús Gascón Catalán (2018-2022)[19]
14. Soledad Fernández Doctor (2022-presente)[20]

## Administración telemática
La Agencia Tributaria es la pionera en la introducción de la administración electrónica, en España, dando la posibilidad de presentar la Declaración de la Renta por internet, así en 2008, se presentaron 5 630 896 declaraciones de IRPF por esta vía y la página web de la Agencia tuvo 265 827 451 visitas. A lo largo de los años se han ido aumentando los servicios ofrecidos desde internet, además se han aumentado los canales de prestación como el teléfono, los SMS o la TDT.
La AEAT ha sido siempre pionera en la utilización de las nuevas tecnologías y, especialmente, Internet, permitiendo al contribuyente, ya sea persona física o jurídica, el pago de impuestos, consultas, etc. a través de este medio.

## Organismos similares en otros países
- Servicio de Administración Tributaria, en México.
- Dirección de Impuestos y Aduanas Nacionales, en Colombia.
- Administración Federal de Ingresos Públicos, en Argentina.
- Servicio de Impuestos Internos, en Chile.
- Superintendencia Nacional de Aduanas y de Administración Tributaria, en Perú.
- Servicio de Impuestos Internos, en Estados Unidos.
- HM Revenue and Customs, en Reino Unido.